# Večkrat nenasičena maščobna kislina
Večkrat nenasičene maščobne kisline, tudi mnogonenasičene maščobne kisline ali polinenasičene maščobne kisline (ang. PUFAs), so maščobne kisline z vsaj dvema dvojnima vezema v verigi. Med te kisline sodijo mnoge pomembne snovi, kot so esencialne maščobne kisline in druge, ki kakovostnim oljem dajejo njihove posebne lastnosti.
Večkrat nenasičene maščobne kisline na osnovi kemijske zgradbe razvrščamo v več skupin:

## Z metilenom prekinjeni polieni
Z metilenom prekinjene maščobne kisline imajo vsaj 2 cis dvojni vezi, ki ju ločuje 1 metilenski mostiček (-CH
2-).  Struktura se včasih poimenuje tudi divinilmetanski vzorec.
| −C−C=C−C−C=C− |

Esencialne maščobne kisline vse sodijo med z metilenom prekinjene maščobne kisline omega-3 in omega-6.  

### Omega-3
| Uveljavljeno ime                                        | Lipidno ime | Kemijsko ime                                           |
| ------------------------------------------------------- | ----------- | ------------------------------------------------------ |
| Heksadekatrienojska kislina (HTA)                       | 16:3 (n-3)  | samo cis 7,10,13-heksadekatrienojska kislina           |
| α-linolenska kislina (ALA)                              | 18:3 (n-3)  | samo cis-9,12,15-oktadekatrienojska kislina            |
| Stearidonska kislina (SDA)                              | 18:4 (n-3)  | samo cis-6,9,12,15,-oktadekatetraenojska kislina       |
| Eikozatrienojska kislina (ETE)                          | 20:3 (n-3)  | samo cis-11,14,17-eikozatrienojska kislina             |
| Eikozatetraenojska kislina (ETA)                        | 20:4 (n-3)  | samo cis-8,11,14,17-eikozatetraenojska kislina         |
| Eikozapentaenojska kislina (EPA, timnodonska kislina)   | 20:5 (n-3)  | samo cis-5,8,11,14,17-eicosapentaenojska kislina       |
| Heneikozapentaenojska kislina (HPA)                     | 21:5 (n-3)  | samo cis-6,9,12,15,18-heneikozapentaenojska kislina    |
| Dokozapentaenojska kislina (DPA, klupanodonska kislina) | 22:5 (n-3)  | samo cis-7,10,13,16,19-docosapentaenojska kislina      |
| Dokozaheksaenojska kislina (DHA, cervonska kislina)     | 22:6 (n-3)  | samo cis-4,7,10,13,16,19-dokozaheksaenojska kislina    |
| Tetrakozapentaenojska kislina                           | 24:5 (n-3)  | samo cis-9,12,15,18,21-tetracosapentaenojska kislina   |
| Tetrakozaheksaenojska kislina (niziniska kislina)       | 24:6 (n-3)  | samo cis-6,9,12,15,18,21-tetrakozaheksaenojska kislina |

### Omega-6
| Uveljavljeno ime                               | Lipidno ime | Kemijsko ime                                        |
| ---------------------------------------------- | ----------- | --------------------------------------------------- |
| Linolna kislina                                | 18:2 (n-6)  | samo cis-9,12-oktadekadienojska kislina             |
| γ-linolenska kislina (GLA)                     | 18:3 (n-6)  | samo cis-6,9,12-oktadekatrienojska kislina          |
| Eikozadienojska kislina                        | 20:2 (n-6)  | samo cis-11,14-eikozadienojska kislina              |
| Dihomo-γ-linolenska kislina (DGLA)             | 20:3 (n-6)  | samo cis-8,11,14-eikozatrienojska kislina           |
| Arahidonska kislina (AA)                       | 20:4 (n-6)  | samo cis-5,8,11,14-eikozatetraenojska kislina       |
| Dokozadienojska kislina                        | 22:2 (n-6)  | samo cis-13,16-dokozadienojska kislina              |
| Adrenska kislina                               | 22:4 (n-6)  | samo cis-7,10,13,16-dokozatetraenojska kislina      |
| Dokozapentaenojska kislina (osbondska kislina) | 22:5 (n-6)  | samo cis-4,7,10,13,16-dokozapentaenojska kislina    |
| Tetrakozatetraenojska kislina                  | 24:4 (n-6)  | samo cis-9,12,15,18-tetrakozatetraenojska kislina   |
| Tetrakozapentaenojska kislina                  | 24:5 (n-6)  | samo cis-6,9,12,15,18-tetrakozapentaenojska kislina |

### Omega-9
| Uveljavljeno ime                                                                 | Lipidno ime | Kemijsko ime                             |
| -------------------------------------------------------------------------------- | ----------- | ---------------------------------------- |
| Meadova kislina                                                                  | 20:3 (n-9)  | samo cis-5,8,11-eikozatrienojska kislina |
| †Med maščobne kisline omega 9 sodi še nekaj enkrat nenasičenih maščobnih kislin. |             |                                          |

## Konjugirane maščobne kisline
| -C=C-C=C- |

| Uveljavljeno ime                                             | Lipidno ime | Kemijsko ime                                            |
| ------------------------------------------------------------ | ----------- | ------------------------------------------------------- |
| Konjugirana linolna kislina (dve konjugirani dvojni vezi)    |             |                                                         |
| Rumenska kislina                                             | 18:2 (n-7)  | 9Z,11E-oktadeka-9,11-dienojska kislina                  |
|                                                              | 18:2 (n-6)  | 10E,12Z-oktadeka-9,11-dienojska kislina                 |
| Konjugirana linolenska kislina (tri konjugirane dvojne vezi) |             |                                                         |
| α-kalendna kislina                                           | 18:3 (n-6)  | 8E,10E,12Z-oktadekatrienojska kislina                   |
| β-kalendna kislina                                           | 18:3 (n-6)  | 8E,10E,12E-oktadekatrienojska kislina                   |
| Jacarna kislina                                              | 18:3 (n-6)  | 8Z,10E,12Z-oktadekatrienojska kislina                   |
| α-eleostearinska kislina                                     | 18:3 (n-5)  | 9Z,11E,13E-oktadeka-9,11,13-trienojska kislina          |
| β-eleostearinska kislina                                     | 18:3 (n-5)  | 9E,11E,13E-oktadeka-9,11,13-trienojska kislina          |
| Katalpna kislina                                             | 18:3 (n-5)  | 9Z,11Z,13E-oktadeka-9,11,13-trienojska kislina          |
| Punicična kislina                                            | 18:3 (n-5)  | 9Z,11E,13Z-oktadeka-9,11,13-trienojska kislina          |
| Drugo                                                        |             |                                                         |
| Rumelenska kislina                                           | 18:3 (n-3)  | 9E,11Z,15E-oktadeka-9,11,15-trienojska kislina          |
| α-parinarna kislina                                          | 18:4 (n-3)  | 9E,11Z,13Z,15E-oktadeka-9,11,13,15-tetraenojska kislina |
| β-parinarna kislina                                          | 18:4 (n-3)  | samo trans-oktadeka-9,11,13,15-tretraenojska kislina    |
| Bosseopentaenojska kislina                                   | 20:5 (n-6)  | 5Z,8Z,10E,12E,14Z-eikozanojska kislina                  |

## Druge nenasičene kisline
| Uveljavljeno ime   | Lipid name | Kemijsko ime                                   |
| ------------------ | ---------- | ---------------------------------------------- |
| Pinolenska kislina | 18:3 (n-6) | (5Z,9Z,12Z)-oktadeka-5,9,12-trienojska kislina |
| Podokarpna kislina | 20:3 (n-6) | (5Z,11Z,14Z)-eikoza-5,11,14-trienojska kislina |

## Funkcija in učinek
Biološki učinki maščobnih kislin ω-3 in ω-6 so odvisni predvsem od njunega razmerja v telesu.

### Navedek
1. ↑  
Baggott, James (1997). The divinylmethane pattern in fatty acids. Salt Lake City, UT: Knowledge Weavers.

### Osnovna literatura
- »Polyenoic Fatty Acids«. Cyberlipid. Arhivirano iz prvotnega spletišča dne 30. septembra 2018. Pridobljeno 17. januarja 2007.

- Gunstone, Frank D. »Lipid Glossary 2« (PDF). Arhivirano (PDF) iz spletišča dne 13. avgusta 2006. Pridobljeno 17. januarja 2007.

- Adlof, R. O.; Gunstone, F. D. (17. september 2003). »Common (non-systematic) Names for Fatty Acids«. Arhivirano iz spletišča dne 6. decembra 2006. Pridobljeno 24. januarja 2007.

- Heinz, Ernst; Roughan, P. Grattan (1983). »Similarities and Differences in Lipid Metabolism of Chloroplasts Isolated from 18:3 and 16:3 Plants«. Plant Physiol. 72 (2): 273–279. doi:10.1104/pp.72.2.273. PMC 1066223. PMID 16662992.